# Kurikoma-Quasi-Nationalpark
Der Kurikoma-Quasi-Nationalpark (japanisch 栗駒国定公園, Kurikoma Kokutei Kōen) ist ein Quasi-Nationalpark in der Region Tōhoku in Japan. Der am 22. Juli 1968 gegründete Park umfasst eine Fläche von ca. 771 km² und erstreckt sich über die Präfekturen Akita, Iwate, Miyagi und Yamagata. Mit der IUCN-Kategorie II ist das Parkgebiet mit dem Schutzstatus Nationalpark klassifiziert. Die Präfekturen Akita, Iwate und Yamagata sind für die Verwaltung des Parks zuständig.

## Galerie

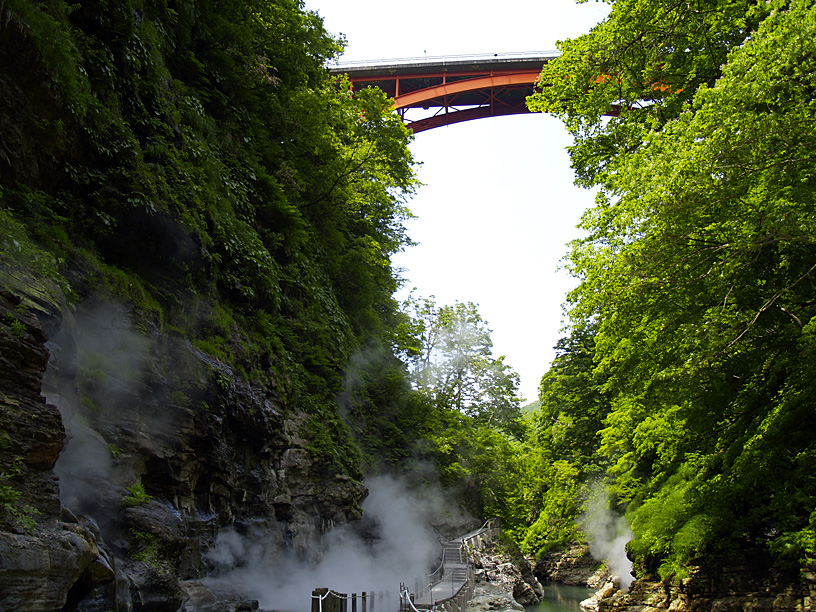
Brücke über die Oyasu-Schlucht
Brücke über die Naruko-Schlucht im Herbst
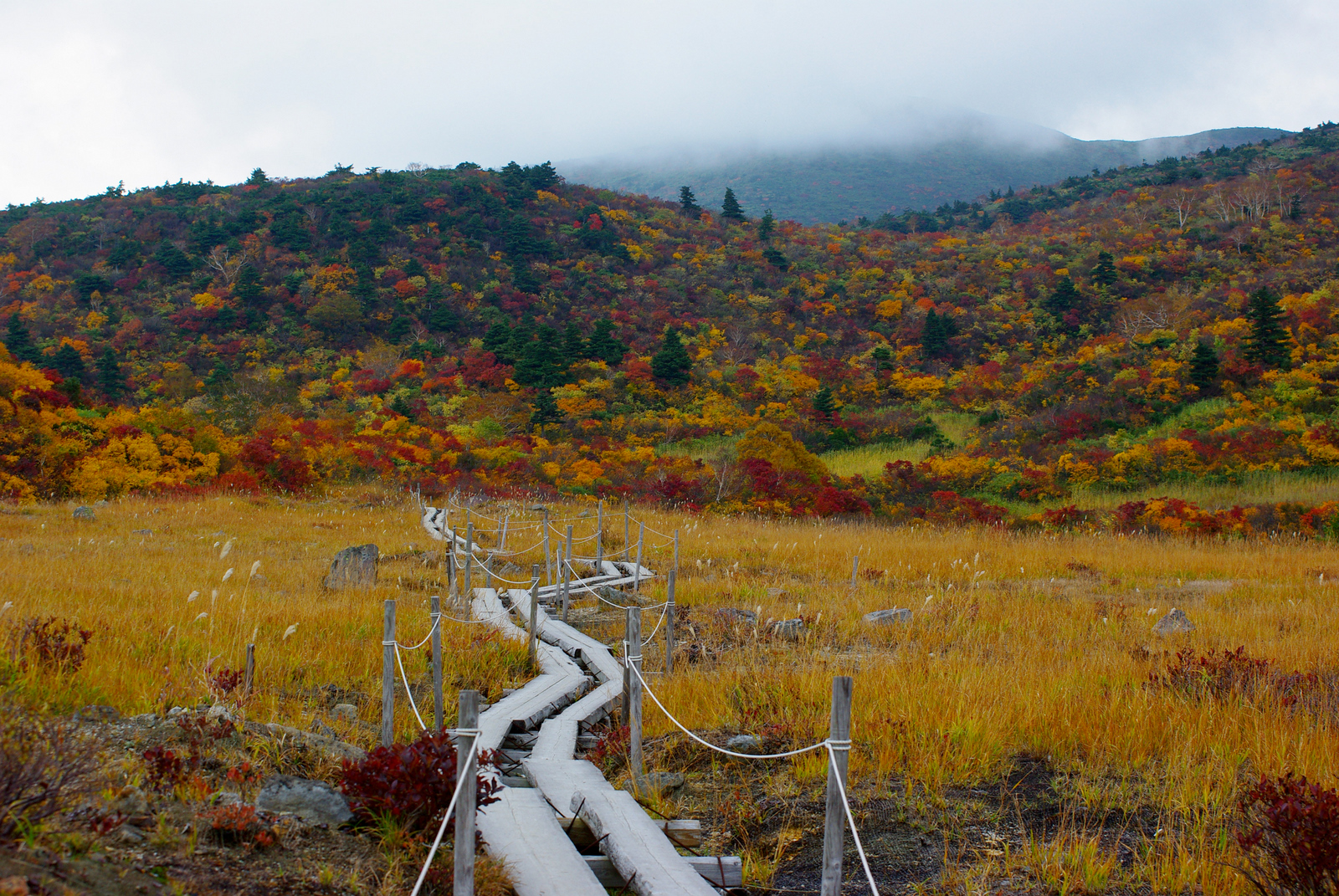
Nagori-ga-hara-Moor
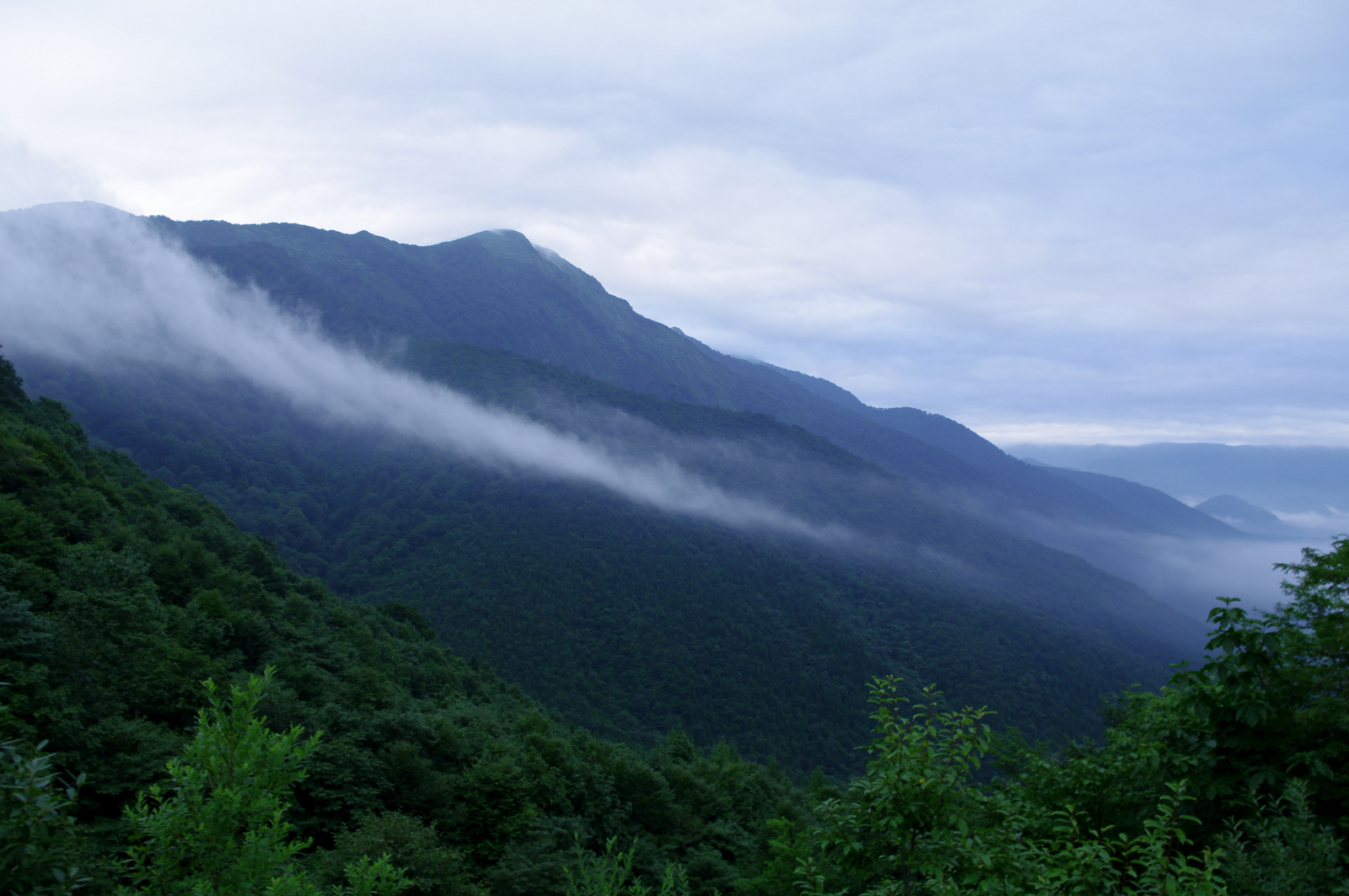
Kamuro-Berg
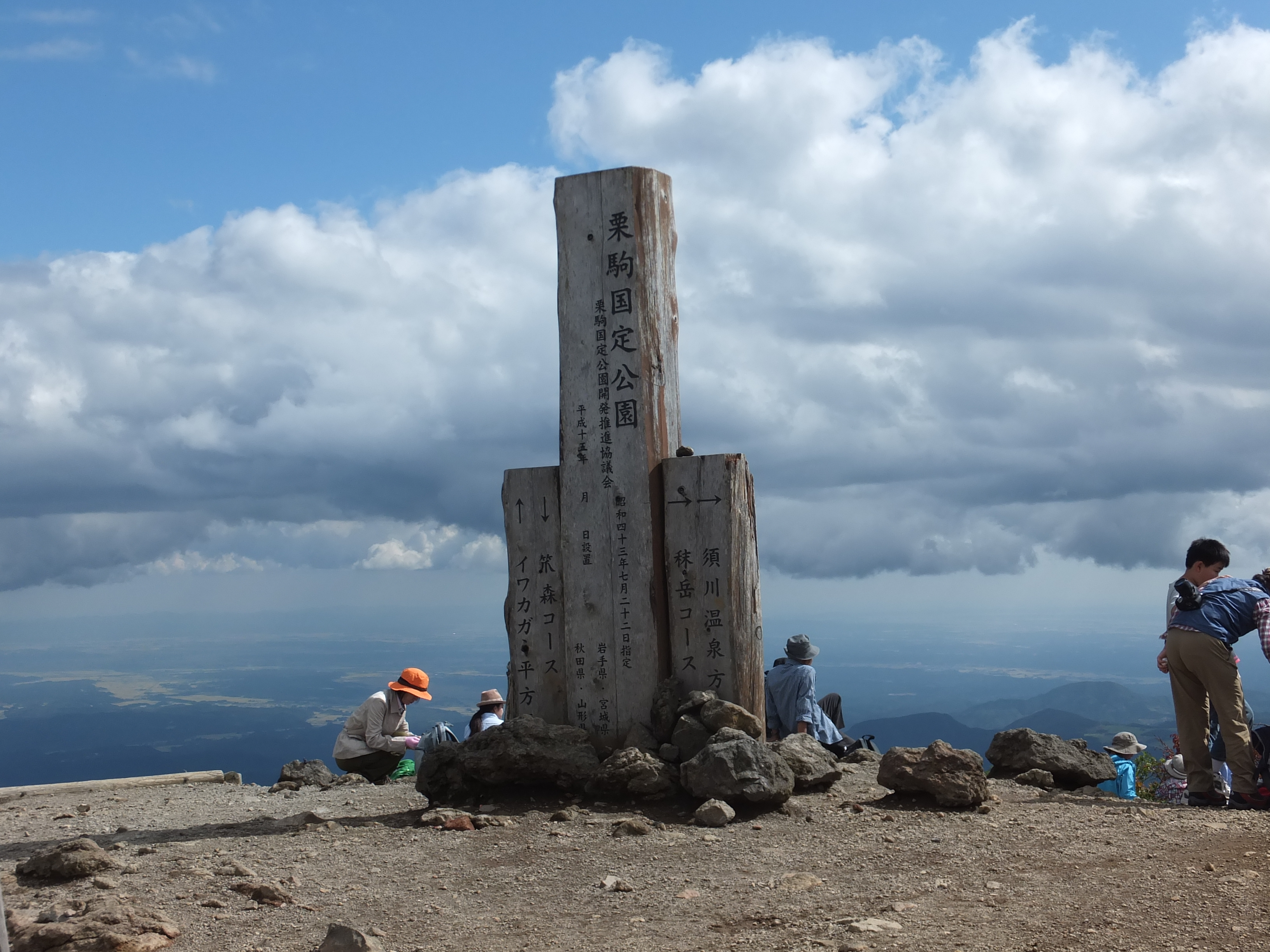
Monument auf dem Gipfel des Kurikoma